# Bradley Lewis
Bradley Alan Lewis (Los Angeles, 9 november 1954) is een Amerikaans roeier. Lewis behaalde zijn grootste succes samen met Paul Enquist door het winnen van de titel in de dubbel-twee tijdens de Olympische Zomerspelen 1984 in zijn geboortestad Los Angeles. Verder nam Lewis tweemaal deel aan de wereldkampioenschappen en werd toen zesde en negende.

## Resultaten
- Wereldkampioenschappen roeien 1977 in Amsterdam 9e in de dubbel-vier
- Wereldkampioenschappen roeien 1983 in Duisburg 6e in de dubbel-twee
- Olympische Zomerspelen 1984 in Los Angeles  in de dubbel-twee

1904: John Mulcahy & William Varley ·
1920: Paul Costello & John B. Kelly, Sr. ·
1924: Paul Costello & John B. Kelly, Sr. ·
1928: Paul Costello & Charles McIlvaine ·
1932: Kenneth Myers & Garrett Gilmore ·
1936: Jack Beresford & Leslie Southwood ·
1948: Richard Burnell & Bert Bushnell ·
1952: Tranquilo Cappozzo & Eduardo Guerrero ·
1956: Aleksandr Berkoetov & Joeri Tjoekalov ·
1960: Václav Kozák & Pavel Schmidt ·
1964: Oleg Tjoerin & Boris Doebrovsky ·
1968: Anatoli Sass & Aleksandr Timosjinin ·
1972: Aleksandr Timosjinin & Gennadi Korsjikov ·
1976: Frank Hansen & Alf Hansen ·
1980: Joachim Dreifke & Klaus Kröppelien ·
1984: Bradley Lewis & Paul Enquist ·
1988: Nico Rienks & Ronald Florijn ·
1992: Stephen Hawkins & Peter Antonie ·
1996: Agostino Abbagnale & Davide Tizzano ·
2000: Luka Špik & Iztok Čop ·
2004: Sébastien Vieilledent & Adrien Hardy ·
2008: David Crawshay & Scott Brennan ·
2012: Nathan Cohen & Joseph Sullivan  ·
2016: Martin Sinković & Valent Sinković ·
2020: Hugo Boucheron & Matthieu Androdias  ·
2024: Andrei Cornea & Marian Enache
- International Standard Name Identifier: 0000 0000 8482 6731
- Library of Congress Control Number: n87943861
- Virtual International Authority File: 119115128
- WorldCat: E39PBJtcGFWKdxm88tKt9CxdQq